# (1401) Lavonne
(1401) Lavonne ist ein Asteroid des Hauptgürtels, der am 22. Oktober 1935 vom belgischen Astronomen Eugène Joseph Delporte in Ukkel entdeckt wurde.
Benannt ist er nach der Enkelin von Maud Worcester Makemson, einem US-amerikanischen Astronomen und Bahnberechner.